# Millennium (album Front Line Assembly)
Millennium è un album in studio del gruppo musicale canadese Front Line Assembly, pubblicato nel 1994.

## Tracce
Testi e musiche di Bill Leeb e Rhys Fulber, eccetto dove indicato.
1. Vigilante – 6:28
2. Millennium – 6:10
3. Liquid Separation – 5:05
4. Search and Destroy – 6:30
5. Surface Patterns – 5:36
6. Victim of a Criminal (feat. Che The Minister Of Defense) – 6:32 (Leeb, Fulber, David Hansen)
7. Division of Mind – 5:47
8. This Faith – 6:12
9. Plasma Springs – 6:20
10. Sex Offender – 8:13

## Formazione
Front Line Assembly
- Bill Leeb – programmazioni, voce
- Rhys Fulber – programmazioni

Altri musicisti
- Devin Townsend – chitarra (1, 7, 10)
- Don Harrison – chitarra (4, 9)
- Che the Minister of Defense – voce (6)

## Edizione 2007
Il disco è stato riedito nel 2007 con l'aggiunta di un CD bonus.

### Tracce Disco 2 (Edizione 2007)
1. Surface Patterns (Surveillance Remix) – 5:53
2. Surface Patterns (Chemical Cauldron Remix) – 7:38
3. Internal Combustion – 5:37
4. Surface Patterns (Scarification Remix) – 4:35
5. Millennium (1000 Years Of Decay Remix) – 6:19
6. Millennium (Left In Ruins Remix) – 7:50
7. Transtime – 5:58
8. Millennium (Until Death Remix) – 4:43